# Torneo Apertura de Primera B 2024 (Liga Chacarera)
El Torneo Apertura de Primera B 2024 «Octavio Alcides Pacheco», organizado por la Liga Chacarera de Fútbol, será el primer torneo de la temporada 2023 en dicha categoría. Inició el 17 de marzo y finalizó el 5 de mayo.
Lo disputaron los siete equipos pertenecientes a dicha división. El campeón obtuvo la clasificación al Petit Torneo por el segundo ascenso.
Los nuevos participantes fueron el Club Ateneo Mariano Moreno que descendió tras ubicarse en el penúltimo lugar de la tabla de promedios y el Club Social, Cultural y Deportivo Las Pirquitas, que vuelve a la segunda categoría, tras ubicarse en el último puesto de la tabla de posiciones.
El sorteo del fixture, el formato y el reglamento de la competición se llevó a cabo el día lunes 4 de marzo.
El 13 de marzo, a dos días del inicio de la torneo, La Banda Club de Fútbol solicitó dar de baja su pedido de afiliación y por ende no participará en ninguna competición de la Liga Chacarera.
Consagró campeón al Club Deportivo Sumalao, bajo la dirección técnica de Ramón "Tipo" Chazarreta. Consiguiendo así, la clasificación al Petit Torneo por el segundo ascenso a la Primera División 2025.

## Formato
Los 7 equipos jugarán 6 partidos cada uno a lo largo de 7 fechas, en una sola rueda, bajo el sistema de todos contra todos. En este torneo se usará el sistema de puntos, de acuerdo a la reglamentación de la Internacional F. A. Board, asignándose tres puntos al equipo que resulte ganador, un punto a cada uno en caso de empate y cero puntos al perdedor.
El club que resulte campeón clasificará al Petit Torneo, que otorga un ascenso a la Primera División 2023.
El orden de clasificación de los equipos, se determinará en una tabla de cómputo general, de la siguiente manera:
- 1) Mayor cantidad de puntos.
- 2) Mejor performance en los partidos que se enfrentaron entre sí en cada etapa; en caso de igualdad;
- 3) Mayor diferencia de goles; en caso de igualdad;
- 4) Mayor cantidad de goles a favor; en caso de igualdad;
- 5) Sorteo.

En caso de que la igualdad, sea de más de dos equipos, esta se dejará reducida a dos clubes, de acuerdo al orden de clasificación de los equipos determinado anteriormente.

## Ascensos y descensos
| Pos.          | Ascendido de la Primera B 2023 |
| ------------- | ------------------------------ |
| Campeón Anual | Independiente (San Antonio)    |
| Ganador Petit | La Estación (Miraflores)       |

| Pos.       | Descendidos de la Primera División 2023 |
| ---------- | --------------------------------------- |
| 10.º Prom. | Ateneo Mariano Moreno                   |
| 11.º Pos.  | Las Pirquitas                           |

## Equipos participantes
| Nombre del club                                 | Ciudad                  | Departamento        | Fundación           |
| ----------------------------------------------- | ----------------------- | ------------------- | ------------------- |
| Club Ateneo Mariano Moreno                      | Villa Dolores           | Valle Viejo         | 17 de julio de 1941 |
| Club Atlético La Tercena                        | La Tercena              | Fray Mamerto Esquiú | 18 de junio de 1933 |
| Centro Cultural y Deportivo La Carrera          | La Carrera              | Fray Mamerto Esquiú | 5 de agosto de 1943 |
| Club Social, Cultural y Deportivo Las Pirquitas | Las Pirquitas           | Fray Mamerto Esquiú | 17 de enero de 1983 |
| Club Deportivo Sumalao                          | Sumalao                 | Valle Viejo         | 15 de marzo de 1926 |
| Club Deportivo Juventud Unida                   | La Falda de San Antonio | Fray Mamerto Esquiú | 5 de julio de 1948  |
| Club Social y Deportivo San Antonio             | San Antonio             | Fray Mamerto Esquiú | 28 de mayo de 1940  |

### Distribución geográfica de los equipos
| Departamento        | Cant. | Equipos |
| ------------------- | ----- | --- |
| Fray Mamerto Esquiú | 5     | Atlético La Tercena, Deportivo La Carrera, Deportivo Las Pirquitas, Juventud Unida (La Falda) y Social San Antonio |
| Valle Viejo         | 2     | Ateneo Mariano Moreno y Deportivo Sumalao                                                                          |

## Estadios
| | | |
| | | |
| Estadio Primo Antonio Prevedello Ciudad: San Isidro Capacidad: 6 000 espectadores Propietario: Liga Chacarera de Fútbol | Estadio Jorge César Vargas Ciudad: Banda de Varela Capacidad: 1 500 espectadores Propietario: Club Deportivo Coronel Daza | Estadio Las Pirquitas Ciudad: Villa Las Pirquitas Capacidad: 500 espectadores Propietario: Club S. C. y Deportivo Las Pirquitas |

## Competición

### Tabla de posiciones
| Pos. | Equipo                    | Pts. | PJ | PG | PE | PP | GF | GC | Dif. |
| ---- | ------------------------- | ---- | -- | -- | -- | -- | -- | -- | ---- |
| 1.º  | Deportivo Sumalao         | 13   | 6  | 4  | 1  | 1  | 15 | 5  | 10   |
| 2.º  | Atlético La Tercena       | 11   | 6  | 3  | 2  | 1  | 12 | 6  | 6    |
| 3.º  | Juventud Unida (La Falda) | 10   | 6  | 3  | 1  | 2  | 10 | 9  | 1    |
| 4.º  | Ateneo Mariano Moreno     | 9    | 6  | 3  | 0  | 3  | 8  | 13 | −5   |
| 5.º  | Deportivo La Carrera      | 7    | 6  | 2  | 1  | 3  | 9  | 13 | −4   |
| 6.º  | Deportivo Las Pirquitas   | 5    | 6  | 1  | 2  | 3  | 8  | 10 | −2   |
| 7.º  | Social San Antonio        | 4    | 6  | 1  | 1  | 4  | 8  | 14 | −6   |

|  | El equipo que ocupe esta posición al finalizar la disputa se consagrará campeón y clasificará al Petit Torneo. |

|  |

#### Evolución de las posiciones
| Equipo / Fecha          | 1 | 2 | 3 | 4 | 5 | 6 | 7 |
| ----------------------- | - | - | - | - | - | - | - |
| Ateneo Mariano Moreno   | 5 | 4 | 1 | 3 | 2 | 3 | 4 |
| Atlético La Tercena     | 2 | 2 | 3 | 5 | 3 | 4 | 2 |
| Deportivo La Carrera    | 6 | 6 | 6 | 6 | 7 | 6 | 5 |
| Deportivo Las Pirquitas | 1 | 1 | 2 | 4 | 5 | 5 | 6 |
| Deportivo Sumalao       | 4 | 3 | 4 | 1 | 1 | 1 | 1 |
| Juventud Unida (LF)     | 3 | 5 | 5 | 2 | 4 | 2 | 3 |
| Social San Antonio      | 7 | 7 | 7 | 7 | 6 | 7 | 7 |

     Equipo libre de la fecha.
|  |

### Resultados
| Fecha 1                         | Fecha 1   | Fecha 1              | Fecha 1                  | Fecha 1     | Fecha 1 |
| Local                           | Resultado | Visita               | Estadio                  | Fecha       | Hora    |
| ------------------------------- | --------- | -------------------- | ------------------------ | ----------- | ------- |
| Juventud Unida (La Falda)       | 2 - 1     | Deportivo La Carrera | Primo Antonio Prevedello | 17 de marzo | 15:00   |
| Ateneo Mariano Moreno           | 2 - 3     | Atlético La Tercena  | Jorge César Vargas       | 17 de marzo | 15:00   |
| Deportivo Las Pirquitas         | 4 - 1     | Social San Antonio   | Las Pirquitas            | 17 de marzo | 16:00   |
| Equipo libre: Deportivo Sumalao |           |                      |                          |             |         |

| Fecha 2                           | Fecha 2   | Fecha 2                   | Fecha 2                  | Fecha 2     | Fecha 2 |
| Local                             | Resultado | Visita                    | Estadio                  | Fecha       | Hora    |
| --------------------------------- | --------- | ------------------------- | ------------------------ | ----------- | ------- |
| Social San Antonio                | 0 - 1     | Ateneo Mariano Moreno     | Primo Antonio Prevedello | 22 de marzo | 15:00   |
| Deportivo Sumalao                 | 2 - 1     | Juventud Unida (La Falda) | Primo Antonio Prevedello | 24 de marzo | 15:00   |
| Deportivo La Carrera              | 2 - 2     | Deportivo Las Pirquitas   | Jorge César Vargas       | 24 de marzo | 16:00   |
| Equipo libre: Atlético La Tercena |           |                           |                          |             |         |

| Fecha 3                          | Fecha 3   | Fecha 3                   | Fecha 3                  | Fecha 3    | Fecha 3 |
| Local                            | Resultado | Visita                    | Estadio                  | Fecha      | Hora    |
| -------------------------------- | --------- | ------------------------- | ------------------------ | ---------- | ------- |
| Ateneo Mariano Moreno            | 2 - 1     | Deportivo La Carrera      | Primo Antonio Prevedello | 5 de abril | 16:30   |
| Atlético La Tercena              | 0 - 0     | Deportivo Sumalao         | Primo Antonio Prevedello | 6 de abril | 14:45   |
| Deportivo Las Pirquitas          | 1 - 1     | Juventud Unida (La Falda) | Las Pirquitas            | 6 de abril | 16:15   |
| Equipo libre: Social San Antonio |           |                           |                          |            |         |

| Fecha 4                            | Fecha 4   | Fecha 4                 | Fecha 4                  | Fecha 4     | Fecha 4 |
| Local                              | Resultado | Visita                  | Estadio                  | Fecha       | Hora    |
| ---------------------------------- | --------- | ----------------------- | ------------------------ | ----------- | ------- |
| Social San Antonio                 | 1 - 1     | Atlético La Tercena     | Primo Antonio Prevedello | 11 de abril | 14:45   |
| Juventud Unida (La Falda)          | 1 - 0     | Ateneo Mariano Moreno   | Primo Antonio Prevedello | 12 de abril | 14:45   |
| Deportivo Sumalao                  | 2 - 0     | Deportivo Las Pirquitas | Primo Antonio Prevedello | 13 de abril | 14:45   |
| Equipo libre: Deportivo La Carrera |           |                         |                          |             |         |

| Fecha 5                                 | Fecha 5   | Fecha 5                 | Fecha 5                  | Fecha 5     | Fecha 5 |
| Local                                   | Resultado | Visita                  | Estadio                  | Fecha       | Hora    |
| --------------------------------------- | --------- | ----------------------- | ------------------------ | ----------- | ------- |
| Social San Antonio                      | 2 - 3     | Deportivo Sumalao       | Primo Antonio Prevedello | 19 de abril | 14:15   |
| Ateneo Mariano Moreno                   | 3 - 1     | Deportivo Las Pirquitas | Primo Antonio Prevedello | 20 de abril | 14:15   |
| Atlético La Tercena                     | 5 - 0     | Deportivo La Carrera    | Jorge César Vargas       | 20 de abril | 14:15   |
| Equipo libre: Juventud Unida (La Falda) |           |                         |                          |             |         |

| Fecha 6                               | Fecha 6   | Fecha 6             | Fecha 6                  | Fecha 6     | Fecha 6 |
| Local                                 | Resultado | Visita              | Estadio                  | Fecha       | Hora    |
| ------------------------------------- | --------- | ------------------- | ------------------------ | ----------- | ------- |
| Deportivo La Carrera                  | 3 - 1     | Social San Antonio  | Primo Antonio Prevedello | 26 de abril | 14:30   |
| Juventud Unida (La Falda)             | 3 - 2     | Atlético La Tercena | Primo Antonio Prevedello | 27 de abril | 14:15   |
| Ateneo Mariano Moreno                 | 0 - 7     | Deportivo Sumalao   | Primo Antonio Prevedello | 28 de abril | 14:15   |
| Equipo libre: Deportivo Las Pirquitas |           |                     |                          |             |         |

| Fecha 7                             | Fecha 7   | Fecha 7                   | Fecha 7                  | Fecha 7   | Fecha 7 |
| Local                               | Resultado | Visita                    | Estadio                  | Fecha     | Hora    |
| ----------------------------------- | --------- | ------------------------- | ------------------------ | --------- | ------- |
| Atlético La Tercena                 | 1 - 0     | Deportivo Las Pirquitas   | Primo Antonio Prevedello | 4 de mayo | 14:15   |
| Deportivo Sumalao                   | 1 - 2     | Deportivo La Carrera      | Primo Antonio Prevedello | 4 de mayo | 16:15   |
| Social San Antonio                  | 3 - 2     | Juventud Unida (La Falda) | Primo Antonio Prevedello | 5 de mayo | 14:15   |
| Equipo libre: Ateneo Mariano Moreno |           |                           |                          |           |         |

|  |

|                                                        |
| Club Deportivo Sumalao                                 |
| Campeón Torneo Apertura 2024 "Octavio Alcides Pacheco" |

## Estadísticas

### Goleadores
| Jugador                          | Equipo                    | Goles |
| -------------------------------- | ------------------------- | ----- |
| Ángel Bustamante                 | Atlético La Tercena       | 4     |
| Lucas Salcedo                    | Juventud Unida (La Falda) | 4     |
| Actualizado al 5 de mayo de 2024 |                           |       |

| Facundo Sandobal Sánchez | Ateneo Mariano Moreno     | 3 |
| José Heredia             | Juventud Unida (La Falda) | 3 |
| Juan Carlos Contreras    | Social San Antonio        | 3 |
| Juan Pablo Silva         | Deportivo Sumalao         | 3 |
| Lautaro Ibarra           | Ateneo Mariano Moreno     | 3 |
| Rodrigo Ortíz            | Deportivo Sumalao         | 3 |
| David Hidalgo            | Deportivo Las Pirquitas   | 2 |
| Enzo Olas                | Deportivo Las Pirquitas   | 2 |
| Fernando Reinoso         | Deportivo Sumalao         | 2 |
| Luciano Chocobar         | Social San Antonio        | 2 |
| Marcos Véliz             | Deportivo La Carrera      | 2 |
| Ángel Gómez Cortéz       | Juventud Unida (La Falda) | 1 |
| Antonio Ramírez          | Deportivo Sumalao         | 1 |
| Brandon Carrasco         | Deportivo Las Pirquitas   | 1 |
| Claudio Monasterio       | Juventud Unida (La Falda) | 1 |
| Claudio Quinteros        | Deportivo Sumalao         | 1 |
| Damián Sosa              | Juventud Unida (La Falda) | 1 |
| Daniel Arroyo            | Deportivo La Carrera      | 1 |
| Edgar Vivas              | Social San Antonio        | 1 |
| Edgardo Figueroa         | Deportivo Sumalao         | 1 |
| Edgardo Rivas            | Deportivo La Carrera      | 1 |
| Emanuel Purulla          | Ateneo Mariano Moreno     | 1 |
| Exequiel Carrizo         | Atlético La Tercena       | 1 |
| Fabián Zurita            | Deportivo La Carrera      | 1 |
| Gabriel Díaz             | Atlético La Tercena       | 1 |
| Gonzalo Castro           | Deportivo Las Pirquitas   | 1 |
| Ignacio Ramírez          | Atlético La Tercena       | 1 |
| Jeremías Valdéz          | Atlético La Tercena       | 1 |
| Joel Centeno             | Deportivo Sumalao         | 1 |
| Julián Wersching         | Social San Antonio        | 1 |
| Lautaro Canciani         | Atlético La Tercena       | 1 |
| Lautaro Robledo          | Deportivo Las Pirquitas   | 1 |
| Luciano Segura           | Deportivo La Carrera      | 1 |
| Luis Moya                | Deportivo Sumalao         | 1 |
| Manuel Olas              | Ateneo Mariano Moreno     | 1 |
| Matías Uñates            | Atlético La Tercena       | 1 |
| Maximiliano Seco         | Atlético La Tercena       | 1 |
| Néstor Zárate            | Deportivo La Carrera      | 1 |
| Noel Elizondo            | Deportivo La Carrera      | 1 |
| Ramón Paredes            | Deportivo Sumalao         | 1 |
| Rodrigo Artero           | Deportivo Sumalao         | 1 |
| Rodrigo Moya             | Atlético La Tercena       | 1 |
| Sergio Álamo             | Deportivo Las Pirquitas   | 1 |
| Ulises Olmos             | Deportivo La Carrera      | 1 |